# 苏里高海峡
苏里高海峡（Surigao Strait），是菲律宾南部棉兰老岛和莱特岛之间的海峡。该海峡全长30海里，宽10海里，连通了保和海和菲律宾海的莱特湾。1944年10月25日，苏里高海峡海战在此发生，大日本帝国海军遭到了毁灭性的失败。
9°50′N 125°20′E / 9.833°N 125.333°E